# Rubus malagassus
Rubus malagassus är en rosväxtart som beskrevs av Wilhelm Olbers Focke. Rubus malagassus ingår i släktet rubusar, och familjen rosväxter. Inga underarter finns listade i Catalogue of Life.